# Notre-Dame-d’Épine
Notre-Dame-d’Épine ist eine französische Gemeinde mit 69 Einwohnern (Stand 1. Januar 2022) im Département Eure in der Region Normandie.

## Geografie
Notre-Dame-d’Épine liegt im Lieuvin, 12 Kilometer nordöstlich von Bernay und 8 Kilometer westlich des Kantonshauptorts Brionne, zwischen den Nachbargemeinden Morsan im Süden und Saint-Victor-d’Épine im Norden. Zu Notre-Dame-d’Épine gehört der Weiler Le Bucard, der sich südlich vom Dorfkern befindet und keine Straßennamen hat. Der Dorfkern hat ebenfalls keine Straßennamen und wird Le Village genannt.
Notre-Dame-d’Épine ist eine der Gemeinden im Département Eure, in denen die Gefahr sich plötzlich bildender metertiefer Löcher oder breiterer Erdabsenkungen besteht. Die sogenannten Marnières sind alte Mergelgruben, die sich zum Beispiel nach starkem Regen öffnen können, wenn die Schuttfüllung in die Seitengänge geschwemmt wird. Die ehemaligen Einstiegslöcher haben meist einen Durchmesser von 1,5 bis 2 Metern. Es können aber auch die alten Abbaugänge einstürzen. Im ganzen Département Eure gibt es etwa 16.000 dieser Mergelgruben. In der Gemeinde gab es 1999 und 2001–2002 Probleme mit Marnières.

## Geschichte
Notre-Dame-d’Épine wurde früher auch Épine Epine oder Epines genannt. Épine ist das französische Wort für „Stachel“, sowohl Schlehdorn als auch Rotdorn enthalten das Wort épine im Französischen. Es hat also wahrscheinlich besonders viele Dornbüsche vor Ort gegeben. Die Ländereien namens Épine gehörten bis zum 11. Jahrhundert zur Baronie von Saint-Philbert-sur-Risle.

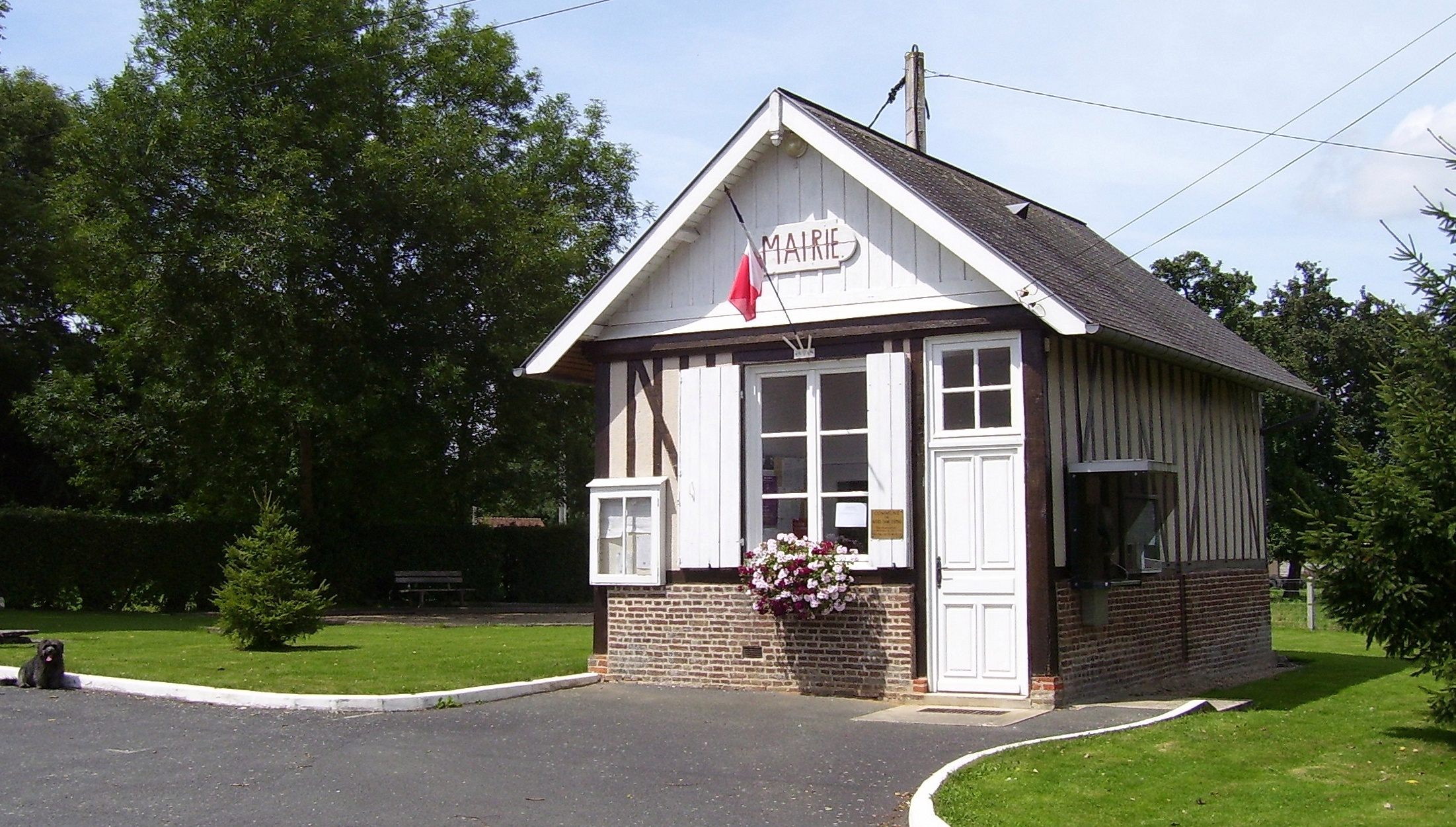
Mairie (Rathaus)

Jean d’Avranches (auch d’Ivry oder de Saint-Philibert, † 1079) der Sohn von Raoul d’Ivry war von 1061 bis 1067 Bischof von Avranches und schenkte der Kirche seine Ländereien. Dazu gehörte Notre-Dame-d’Épine, er schenkte es dem Erzbischof von Rouen, bevor er 1067 selbst Erzbischof wurde.
1073 schenkte der damaligen Besitzer Guillaume Giroie d’Echauffour Épine der Abtei Saint-Léger von Les Préaux. Épine wurde in die Pfarreien Saint-Victor-d’Épine und Notre-Dame-d’Épine geteilt. 1376 erhielt Jean Mauvois Notre-Dame-d’Épine. Es war damals La Poterie-Mathieu unterstellt. 1535 war Guillaume Le Carpentier Seigneur der Gemeinde.
1712 gelangte Epines in den Besitz des Zweigs Morsan der Familie Le Sens und 1771 wurde Abdon Thomas Le Sens Seigneur von Notre-Dame-d’Épine. Das Lehen gehörte den Le Sens bis zur Französischen Revolution (1789–1799). 1793 erhielt Notre-Dame-d’Épine im Zuge der Französischen Revolution den Status einer Gemeinde und 1801 das Recht auf kommunale Selbstverwaltung. Während der Revolutionszeit wurde es in Épine umbenannt.
| Jahr      | 1793 | 1861 | 1886 | 1911 | 1954 | 1968 | 1982 | 2017 |
| --------- | ---- | ---- | ---- | ---- | ---- | ---- | ---- | ---- |
| Einwohner | 315  | 236  | 128  | 85   | 60   | 59   | 77   | 81   |

Die Einwohnerzahlen sanken seit 1793 deutlich und fast kontinuierlich bis 1946. Sie sind seitdem nur leicht gestiegen.

## Sehenswürdigkeiten

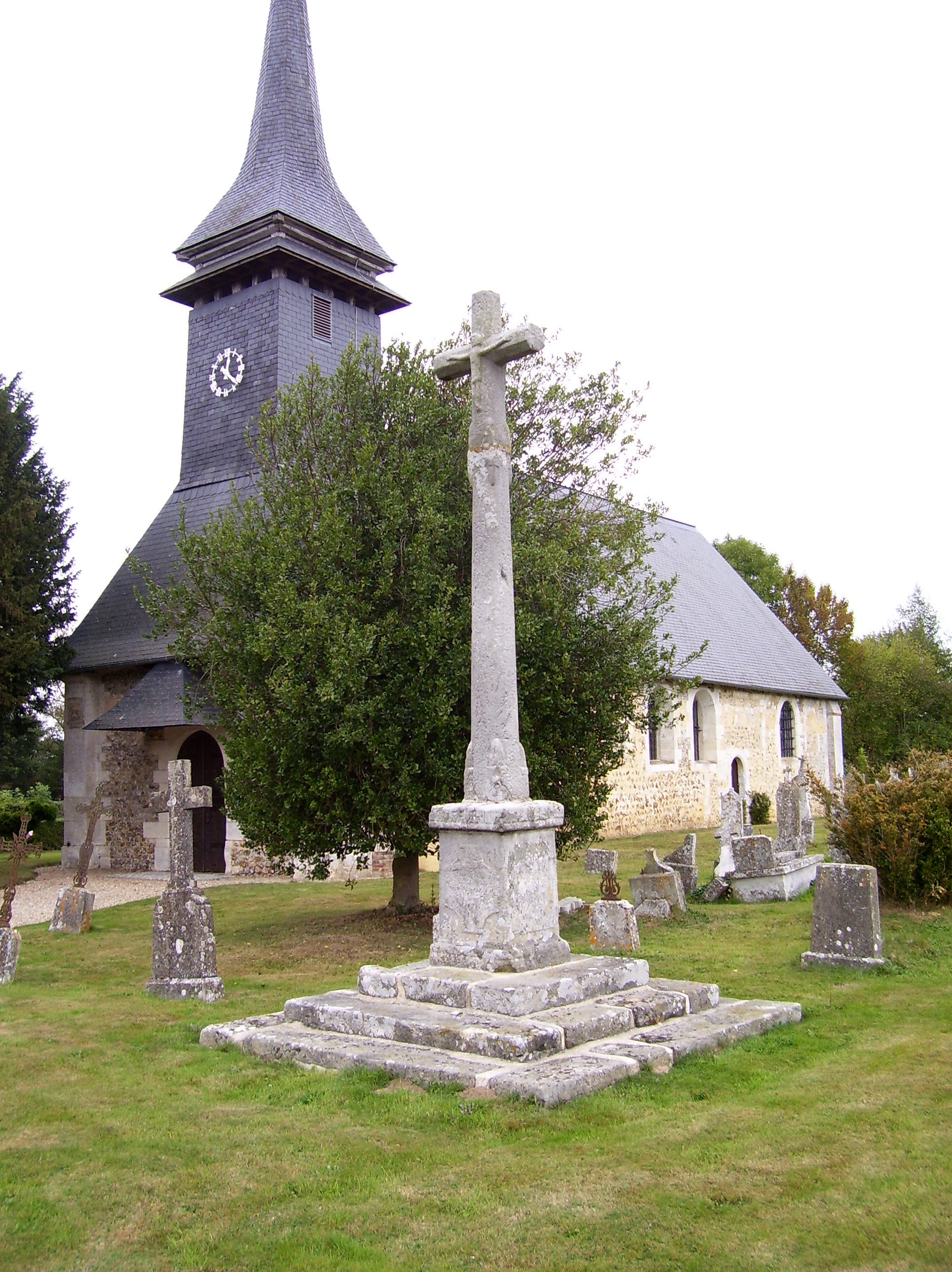
Kruzifix auf dem Friedhof

Die Kirche Notre Dame stammt aus dem 16. Jahrhundert. Im Inneren befindet sich ein Taufbecken aus dem 17. Jahrhundert, das in die Mauer eingelassen ist. Im Altarretabel aus dem 17. Jahrhundert steht ein Gemälde von 1667 von Guy Hubert (genannt Timothée), das L’Assomption (Mariä Himmelfahrt) heißt. Retabel und Gemälde wurden 1907 als Monuments historiques (historische Denkmale) klassifiziert. Die Kirche besitzt außerdem eine Litre funéraire (Trauerband) aus dem 18. Jahrhundert an der westlichen Außenmauer. Es befinden sich dort zwei Wappen der Le Sens de Morsan.  Eines der Wappen ist in einem Quadrat von etwa 60 Zentimetern Seitenlänge eingeritzt. Die Farben des Wappens sind schon etwas verblasst. Es ist mit der Krone eines Marquis ausgestattet. Außer der Tatsache, dass die Le Sens im 18. Jahrhundert Seigneurs von Notre-Dame-d’Épine waren, spricht auch noch die ovale Form des Wappenschildes für diese Zeit.
Auf dem Friedhof steht ein steinernes Kreuz, auf dessen Westseite Jesus Christus und auf der Ostseite, die Jungfrau mit dem Kinde dargestellt ist. Das Kruzifix wurde 1961 in das Zusatzverzeichnis der Monuments historiques eingetragen (inscrit MH).

## Wirtschaft
Notre-Dame-d’Épine ist von Weide- und Ackerland umgeben. Wichtige Erwerbszweige sind Ackerbau und die Zucht von Hausrindern und Hausschafen. Die meisten Bewohner arbeiten jedoch in anderen Gemeinden. Auf dem Gemeindegebiet gelten kontrollierte Herkunftsbezeichnungen (AOC) für Pont-l’Évêque-Käse, Calvados und Pommeau (Pommeau de Normandie) sowie geschützte geographische Angaben (IGP) für Schweinefleisch (Porc de Normandie), Geflügel (Volailles de Normandie) und Cidre (Cidre de Normandie und Cidre normand).